# キミとボク
『キミとボク』は、猫（アメリカンショートヘア）と青年の出会いから別れまでを描いたやまがらしげと制作の自主制作Flashアニメ作品。
物語は作者であるやまがらしげとの実体験を基に構成されており、2001年の公開以来、多くのファンに支持され続けている。Flash界では『感動系の始祖』と称される。

## YouTube版
Flashアニメーション版の公開終了で、YouTube用にチューニングされた『 キミとボク ：Final Edition』が公開中。これが『キミとボク』の最終バージョンとなる。

## Flashアニメーション版
オリジナルFlashアニメーション版にはVer.1、ブラッシュアップされたVer.2、英語版の『EVERLASTING HEART』が存在する。英語版は翻訳学校の全面支援で制作されており、プロの翻訳家が監修にあたっている。

## 実写映画版
オリジナル版の公開から10周年となる2011年に実写映画化。商業作品としての実写映画化はFlashアニメーション世界初となる。
キャッチコピーは「たった二人の 静かな静かな物語」。

### キャスト
- 青年 - 中村蒼
- 銀王号（声） - 坂本真綾
- 銀王号 - ナッツ（成猫）・夜（仔猫）
- 小林優斗
- 中村映里子
- 谷川昭一朗
- 笠原紳司
- 松林慎司
- 龍坐

### スタッフ
- 原作・イラスト・グラフィックデザイン・エンディングアニメーション - やまがらしげと
- 脚本 - 窪田崇、澤辺ヒロエ
- 監督・編集 - 窪田崇
- エグゼクティブプロデューサー - 水口昌彦、鈴木香織、宇田川寧
- 企画・プロデュース - 鈴木淳一
- プロデューサー - 若杉類、柴原祐一
- アソシエイトプロデューサー - 古宇田隆之助
- 撮影 - 石坂拓郎
- 照明 - 丸山和志
- 録音 - 小宮元
- 美術 - 田沼愛子
- 衣裳 - 宮本まさ江
- ヘアメイク - 那須野詞
- 音楽 - 平井真美子
- 助監督 - 水波圭太
- 制作担当：栗林直人
- 製作 - 『キミとボク』製作委員会 - ポニーキャニオン・是空・ダブ
- 配給 - アーク・フィルムズ
- 製作プロダクション - ダブ
- 宣伝 - ブラウニー

### 主題歌
「手紙」
作詞 - 坂本真綾 / 作曲・編曲 - 北川勝利（ROUND TABLE） / 歌 - 坂本真綾

## 書籍版
2006年には同氏運営のデザイン会社からフルカラーの『キミとボク ピクチャーストーリーブック』が、2009年には小池書院から同タイトルの書籍が刊行されている。小池書院版には『その後のキミとボク』というエッセイが収録されており、作品制作までの経緯を垣間見ることが出来る。